# 特威尔加公园

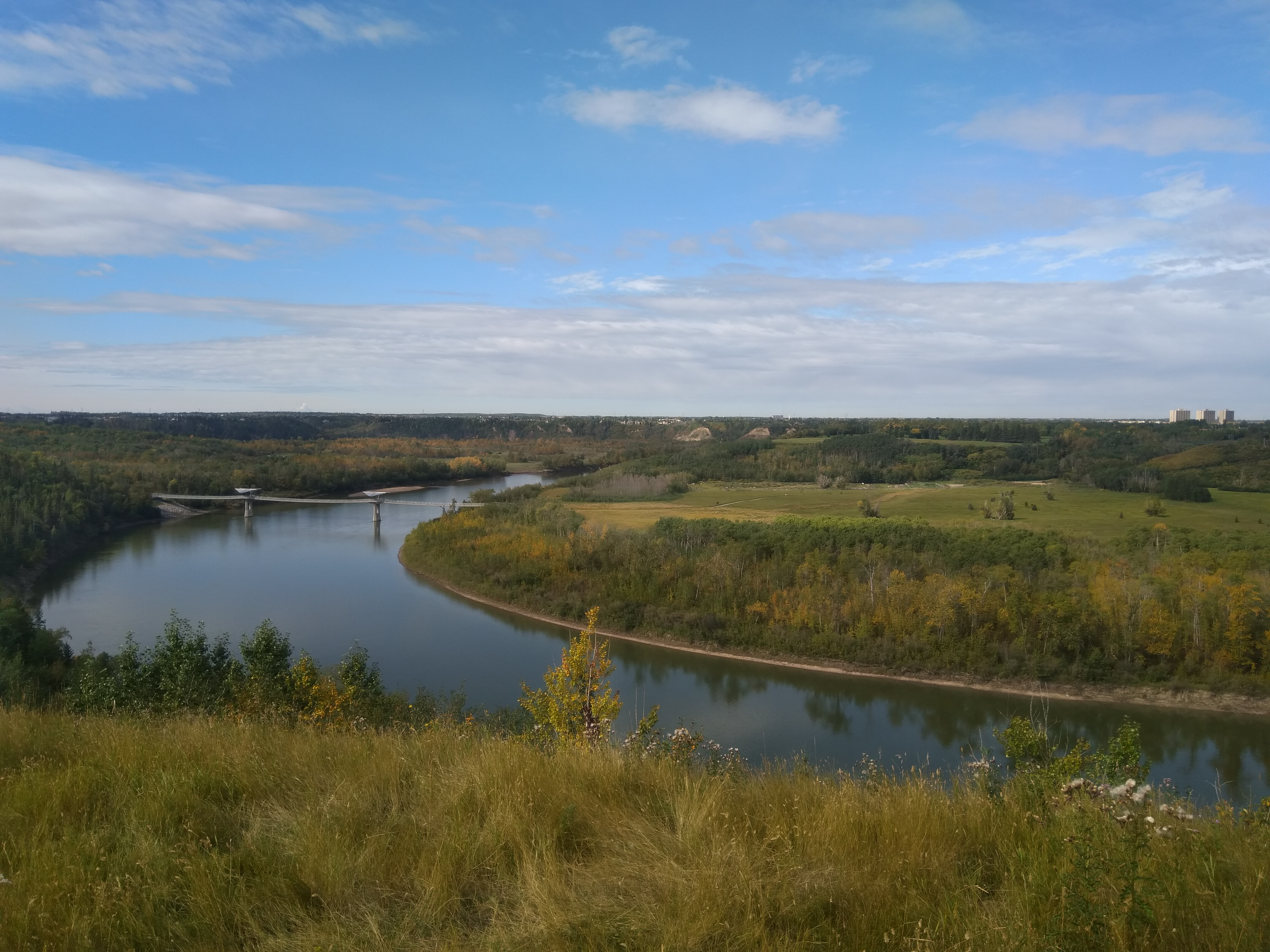
九月中旬的特威尔加公园

特威尔加公园（英語：Terwillegar Park）是加拿大埃德蒙顿的一个城市公园，位于北萨斯喀彻温河东岸，提供山地自行车和徒步登山的道路，以及河中独木舟的服务。

## 资料来源
1. ↑  .   [2017-03-20]. （原始内容存档于2021-04-22）.